# Teoría del afecto
La teoría del afecto es una teoría que busca organizar en categorías distintas los afectos, en ocasiones empleados de forma intercambiable con las emociones , y tipificar sus manifestaciones fisiológicas, sociales, interpersonales e internalizadas. 
En la psicología se ha mencionado la teoría del afecto en la psicología, el psicoanálisis, la neurociencia, la medicina, la comunicación interpersonal, la teoría literaria, la teoría crítica, el estudio de medios y los estudios de género, entre otros campos. Por lo tanto, la teoría del afecto se define de formas diferentes, según la disciplina. 
Originalmente, la teoría del afecto se atribuye al psicólogo Silvan Tomkins, que la presentó en los dos primeros volúmenes de su libro Affect Imagery Consciousness (1962). El psicólogo utiliza el concepto de afectos para referirse a la porción biológica de la emoción, que se define como “los mecanismos inculcados, preprogramados y transmitidos genéticamente que existen en todos nosotros”, que, al detonarse, provocan un “patrón conocido de eventos biológicos”. Sin embargo, también se reconoce que, en los adultos, la experiencia afectiva es el resultado de las interacciones entre el mecanismo innato y una “matriz compleja de disociaciones ideoafectivas que anidan juntas e interactúan entre sí”.  

## La teoría del afecto en psicología

### Los nueve afectos de Silvan Tomkins
Existen nueve afectos primarios. Se caracterizó a los afectos con etiquetas de intensidad baja/alta a partir de su expresión fisiológica: 
Positiva:
- Disfrute/Alegría (reacción al éxito/impulso a compartir) – sonriendo, labios abiertos y abiertos
- Interés/Entusiasmo (reacción a una nueva situación/impulso a prestar atención): cejas hacia abajo, seguimiento con la mirada, mirada fija, escucha más atenta

Neutral:
- Sorpresa/Sobresalto (reacción al cambio repentino/impulsos de reinicio) – cejas hacia arriba, parpadeo de los ojos

Negativa:
- Enfado/Ira (reacción a las amenazas/impulso para atacar) – ceño fruncido,, mandíbula apretada y cara sonrojada
- Disgusto (reacción al mal sabor/impulso para rechazar) – el labio inferior alzado y sobresalido, la cabeza hacia enfrente y abajo
- Asco olfativo (reacción al mal olor/impulso para evitar - similar al desagrado) - el labio superior levantado, cabeza hacia atrás
- Aflicción/Angustia (reacción a la pérdida/impulso para lamentar la muerte) – llanto, sollozos rítmicos, cejas arqueadas, boca hacia abajo
- Miedo/Terror (reacción al peligro/impulso para correr o esconderse) – una mirada detenida congelada, una cara pálida, frialdad, sudoración, vellos erizados
- Vergüenza/Humillación (reacción al fracaso/impulso para rectificar el comportamiento) – ojos hacia abajo, la cabeza hacia abajo y apartada, rubor.

### Aplicaciones en perspectiva
La salud mental óptima implica maximizar afectos positivos y reducir afectos negativos.  El afecto debe expresarse de manera adecuada para que otros puedan identificarlo.
La teoría del afecto es utilizada de manera prescriptiva en investigaciones sobre la intimidad y las relaciones íntimas. Kelly describe las relaciones como acuerdos para trabajar de manera colaborativa en la maximización de los afectos positivos y reducir los afectos negativos.  Asimismo, el plan de “salud mental óptima”, exige que los miembros de la relación expresen afecto entre uno y otro para identificar el proceso. 

Estos planes también pueden describir objetivos naturales e implícitos. Por ejemplo, Donald Nathanson utiliza el “afecto” para crear una narrativa para uno de sus pacientes:  
Sospecho que la razón por la que él se niega a ver películas es por el miedo constante a involucrase con el “afecto” que aparece en la pantalla, la mutualización del afecto y para la mayoría de nosotros la razón por la que vamos al cine, es sólo otra causa de incomodidad para él. Su rechazo por arriesgarse al rango del afecto positivo y negativo está asociado con que la sexualidad priva a cualquier posible relación de una de sus mejores oportunidades para trabajar en las dos primeras reglas de los planes de Kelly o de Tomkins. De este modo, sus problemas con la intimidad pueden entenderse, por un lado, como un problema interno con la expresión y manejo de su mismo afecto. 
Tomkins afirma que "El cristianismo se convirtió en una poderosa religión universal en parte, debido a la solución más general del enojo, la violencia y el sufrimiento frente al amor, al gozo y la paz.".
La teoría del afecto también hace referencia a la teoría del guion de Tomkins. 

### Intento de tipificar los afectos en la psicología
El humor es un tema de debate en la teoría del afecto. En los estudios sobre las manifestaciones fisiológicas del humor, se demuestra que el humor provoca expresiones faciales. 
Algunas investigaciones muestran evidencia sobre que el humor puede ser una respuesta a un conflicto entre afectos negativos y positivos,  como el miedo y el entusiasmo, en lo cual resulta en contracciones espasmódicas de las partes del cuerpo, principalmente en el área del estómago y el diafragma, así como espasmos de los músculos superiores de la mejilla. Afectos adicionales que parecen faltar de la taxonomía de Tomkin incluyen el alivio, la resignación y la confusión, entre otros. 
El afecto de alegría se observa a través de la sonrisa. Estos afectos pueden ser identificados a través expresiones faciales inmediatas que las personas tienen ante un estímulo, usualmente antes de que puedan procesar una respuesta real ante los estímulos. 
Estas investigaciones sobre la excitación afectiva negativa y el ruido blanco de Stanley S. Seidner "respalda la existencia de un mecanismo de afecto negativo mediante las observaciones sobre la desvalorización de los hablantes de otras etnias hispanas".

## Teoría crítica
La teoría de las emociones organiza las emociones en categorías distintivas, algunas veces utilizadas de manera intercambiable con las emociones aisladas, así como aquellas que se experimentan subjetivamente y tipifica sus síntomas fisiológicos, sociales, interpersonales e internalizados. Se aborda la teoría de las emociones en campos tales como la psicología, el psicoanálisis, la neurociencia, la medicina, la comunicación interpersonal, la teoría literaria, la teoría crítica, los estudios de medios y los estudios de género. De tal forma, la teoría de las emociones se define de formas diferentes dependiendo del campo. La teoría de las emociones fue escrita originalmente por el psicólogo Silvan Tomkins y se presentó en los primeros dos volúmenes de su libro Effects on Image Consciousness (1962). Tomkins utiliza el concepto de emoción para referirse a la “parte biológica de la emoción”. Esta parte se define como “un mecanismo inculcado, preprogramado y transmitido genéticamente que existe en todos nosotros” que, al detonarse, provoca “patrones biológicos conocidos”. Sin embargo; también se acepta que, en adultos, la experiencia emocional es el resultado de las interacciones entre los mecanismos innatos y “una matriz compleja de formaciones de pensamientos y sentimientos que anidan juntas e interactúan entre sí”.  
La teoría del afecto, la teoría psicoanalítica, los estudios de género y la teoría del arte se exploran en la filosofía. Eve Sedgwick y Lauren Berlant se han considerado “teóricas del afecto” que escriben desde perspectivas de una teoría crítica. Muchos otros teóricos críticos han dependido ampliamente de la teoría del afecto, incluyendo a Elizabeth Povinelli. La teoría del afecto también se ha utilizado por autonomistas marxistas como Franco Berardi, Michael Hardt y Antonio Negri, así como por feministas marxistas como Selma James y Silvia Federici, quienes consideran el cuidado en las manifestaciones cognitivas y materiales de roles particulares de género. La teórica crítica Sara Ahmed describe el afecto como “pegajoso” en su ensayo “Objetos Felices” para explicar la conexión sostenida entre “ideas, valores y objetos”. Según estos teóricos, muchos académicos identifican el papel del afecto en la configuración de los valores sociales, los ideales de género y los grupos colectivos. El afecto se percibe como instrumental en los eventos y símbolos que producen identidades compartidas y, por lo tanto, es central en la política contemporánea. También se considera esencial en los sistemas capitalistas, incluyendo el apego de las personas a sus bienes y los “sueños” de movilidad de clase. Además, los atributos no discursivos y no deliberativos del afecto pueden producir interacciones sociales y experiencias que no se reducen a puntos finales específicos y, en ocasiones, pueden permitir que las personas experimenten nuevos modos de existencia separados de sus objetivos principales en la vida. 
Los académicos que exploraron la teoría del afecto como un enfoque del arte incluyen a Ruth Leys y Charles Altieri. En “The Turn to Affect”, Leys explicó cómo el giro hacia la neurociencia de las emociones basada en la teoría del afecto tiene un efecto perjudicial, ya que equipara las respuestas precognitivas y no racionales con ideas críticas y reflexivas.
Sostenía que no existen las ideas precognitivas, ni nada que actúe como fuerzas o intensidades intersubjetivas, viscerales y no humanas que moldean nuestros pensamientos y juicios. La teoría del afecto es parte de la crítica de Altieri a la crítica literaria contemporánea, que él cree está obsesionada con los análisis históricos y sociopolíticos. Según él, este enfoque conduce a “sobreinterpretaciones” del significado. En cambio, Altieri se centró en el afecto en relación con la experiencia afectiva. En su conceptualización, Altieri utilizó el término “arrobo” para explicar la estética de los efectos. También recurrió a estudios cognitivos y de neurociencia para distinguir entre “afecto” o “sentimiento” y “emoción”.

## Comunicación interpersonal
Este modo no verbal de transmitir sentimientos e influencias se considera fundamental en las relaciones íntimas. El Plan de Bienestar Emocional de la terapia de parejas busca identificar los mensajes afectivos que ocurren dentro de la relación emocional de la pareja (los sentimientos entre ellos, el otro y la relación); lo más importante, los mensajes relacionados con (a) la seguridad del apego y (b) cómo se valora a cada individuo. 
Una aplicación práctica de la teoría del afecto ha sido su incorporación en la terapia de parejas.
Dos características del afecto tienen implicaciones poderosas para las relaciones íntimas: 
1. Una característica central del afecto es la resonancia afectiva, que se refiere a la tendencia de una persona a resonar y experimentar el mismo afecto en respuesta a la exhibición de ese afecto por parte de otra persona, en ocasiones pensado como “contagio”. La resonancia afectiva se considera la base original de toda comunicación humana (antes de que existieran las palabras, había una sonrisa y un asentimiento).
2. Los afectos proporcionan una sensación de urgencia a los impulsos menos poderosos. Por lo tanto, los afectos son fuentes poderosas de motivación. En palabras de Tomkins, los afectos hacen que las cosas buenas sean mejores y las malas, peores.

## Críticas
Algunos académicos han cuestionado los planteamientos y metodologías de los teóricos del afecto. Ruth Leys ha objetado las implicaciones de la teoría del afecto para la crítica artística y literaria, así como su apropiación en algunas formas de teoría del trauma. Aubrey Anable también ha criticado la teoría del afecto por su imprecisión, afirmando que su “lenguaje de intensidad, devenir y entremedio, así como su énfasis en lo que no se puede presentar, le da una incoherencia exasperante o se desliza con demasiada facilidad hacia respuestas puramente subjetivas al mundo”. Jason Josephson Storm, profesor de estudios religiosos, argumentó que la teoría del afecto en las humanidades no ha logrado distinguirse del posestructuralismo e ignora la evidencia empírica de que los afectos son construcciones culturales.